# Maurício da Saxônia (1696-1750)

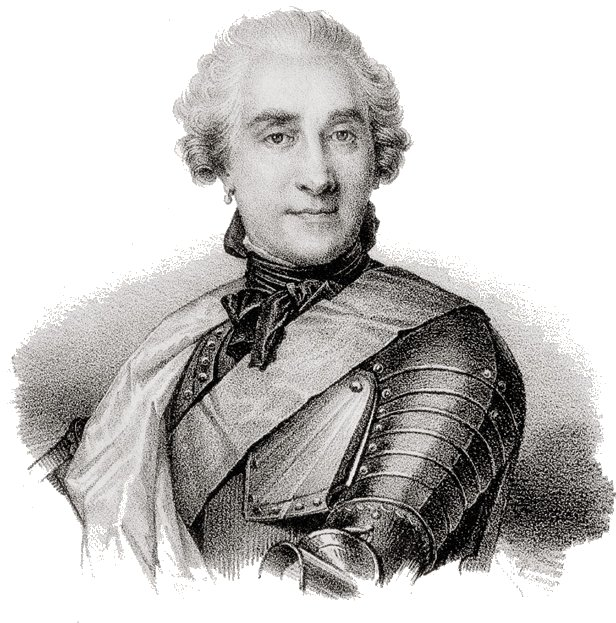
Maurício da Saxônia (1696-1750).

Hermano Maurício da Saxônia (Goslar, 28 de outubro de 1696 - Castelo de Chambord, 20 de novembro de 1750) foi filho ilegítimo de Augusto, o Forte, Rei da Polônia e Eleitor da Saxônia. Iniciou sua carreira muito cedo, no exército austríaco, sob as ordens de Eugénio de Saboia (1709). Em 1719, graças a intervenção do pai, comprou o posto de coronel no exército da França, país ao qual serviria até a morte. Foi Conde da Saxônia e Marechal da França, em 1746, Duque da Curlândia.

## Primeiros dados
Filho da condessa Maria Aurora von Königsmark, foi um dos mais ilustres capitães de sua época. Seu pai era o devasso Frederico Augusto I da Saxônia conhecido como Augusto II da Polónia, nascido em Dresde em 1670 e morto em Varsóvia em 1733. Eleitor da Saxônia, conde palatino da Saxônia, marquês da Mísnia ou Meissen desde 1694, Rei da Polônia de 1697 a 1706 e em 1709. Deixou um filho legítimo e mais de 350 bastardos recenseados, sendo o mais célebre o Marechal da Saxônia de que nos ocupamos.
Durante a Guerra de Sucessão Austríaca, executou o espetacular assalto que resultou na captura de Praga (1741).
Feito marechal em 1744, disputou no ano seguinte [carece de fontes?] sua mais famosa batalha, em Fontenoy. Fazendo uso de um terreno bem escolhido e de fortificações de campanha, resistiu ao ataque dos britânicos, comandados por Cumberland. A infantaria francesa mostrou sua inferioridade técnica mas a artilharia francesa e a capacidade de Maurício em reagrupar seus soldados assustados lhe deram a vitória que, estrategicamente, rendeu muitos frutos (captura de Gante, Bruxelas, Antuérpia, Mons e Namur). Foi governador de Flandres.
Sua obra sobre a arte da guerra, Mes réveries, foi muito valorizada em tática militar.
Frederico II da Prússia, que esteve com Maurício em 1749, escreveu:
“Eu vi aqui o herói da França, este saxão, este Turenne do século de Luís XV. Eu me instruí através dos seus discursos na arte da guerra. Este general poderia ser o professor de todos os generais da Europa”.

## A historieta de seus amores
Apaixonou-se por uma Maria Rainteau de Verrières (1730-1775) filha de um vendedor de refrescos da rue Greneta, fazendo-a entrar com sua irmã Geneviève na tropa teatral que acompanhava seu exército. Tornando-se amante oficial do marechal, Maria Rainteau anexou a seu nome o de Verrières assim como a irmã. Infiel, ela se ligou ao jovem conde Louis de La Live d’Epinay, de 22 anos, casado, depois ao de Marmontel que ajudou a formá-la para o teatro, e ao Duque de Bouillon, príncipe de Turenne. Retomou La Live d’Epinay quando ele herdou a fortuna do pai, adquirindo o cargo de fermier général. Epinay lhe ofereceu uma mansão enorme na rua da Chaussée d’Antin, onde ela vivia com a irmã, bonita e tão pouco inteligente que era apelidada "A bela e a fera".

## Casamento
Teve dois filhos de sua esposa desde 1714, Joana Vitória Tugendreich von Loeben (1699-1747).
Sua filha mais famosa, tida de sua amante, foi Maria Aurora da Saxônia (setembro de 1748-1821), declarada filha de um certo Jean-Baptiste La Rivière, burguês de Paris et de Maria Rainteau (de Verrières), sua esposa. A delfina, mãe de Luís XVI de França, adotou a criança, pagou sua educação no convento de Saint-Cyr, e em 1766 providenciou seu casamento com o conde Antoine de Hornes (morto em 1768), filho bastardo do rei Luís XV, o qual, doente, só foi de nome seu marido. Aliás, morreu logo depois em duelo. Viúva, Aurora da Saxônia foi viver com a mãe, de quem fora afastada por ordem da Delfina, e se tornou a rainha das festas dadas por ela e pela tia, as demoiselles de Verrières. Casou por segunda vez em 1777 com o sedutor Claude Dupin de Francueil, viuvo há 22 anos, que tinha o dobro de sua idade. Tiveram um filho, Maurício Dupin, que foi o pai da famosa Aurora Dupin ou, como diz seu nome de pluma, a escritora George Sand.

## Enxadrista amador
|   | a | b | c | d | e | f | g | h |   |
| 8 | a7 preto rei · c7 branco rei · a6 preto peão · c6 preto peão · a5 preto peão · c5 preto peão · a4 preto peão · c4 preto peão · a3 branco torre · c3 branco torre · b2 branco peão · e1 branco rainha | a7 preto rei · c7 branco rei · a6 preto peão · c6 preto peão · a5 preto peão · c5 preto peão · a4 preto peão · c4 preto peão · a3 branco torre · c3 branco torre · b2 branco peão · e1 branco rainha | a7 preto rei · c7 branco rei · a6 preto peão · c6 preto peão · a5 preto peão · c5 preto peão · a4 preto peão · c4 preto peão · a3 branco torre · c3 branco torre · b2 branco peão · e1 branco rainha | a7 preto rei · c7 branco rei · a6 preto peão · c6 preto peão · a5 preto peão · c5 preto peão · a4 preto peão · c4 preto peão · a3 branco torre · c3 branco torre · b2 branco peão · e1 branco rainha | a7 preto rei · c7 branco rei · a6 preto peão · c6 preto peão · a5 preto peão · c5 preto peão · a4 preto peão · c4 preto peão · a3 branco torre · c3 branco torre · b2 branco peão · e1 branco rainha | a7 preto rei · c7 branco rei · a6 preto peão · c6 preto peão · a5 preto peão · c5 preto peão · a4 preto peão · c4 preto peão · a3 branco torre · c3 branco torre · b2 branco peão · e1 branco rainha | a7 preto rei · c7 branco rei · a6 preto peão · c6 preto peão · a5 preto peão · c5 preto peão · a4 preto peão · c4 preto peão · a3 branco torre · c3 branco torre · b2 branco peão · e1 branco rainha | a7 preto rei · c7 branco rei · a6 preto peão · c6 preto peão · a5 preto peão · c5 preto peão · a4 preto peão · c4 preto peão · a3 branco torre · c3 branco torre · b2 branco peão · e1 branco rainha | 8 |
| 7 | a7 preto rei · c7 branco rei · a6 preto peão · c6 preto peão · a5 preto peão · c5 preto peão · a4 preto peão · c4 preto peão · a3 branco torre · c3 branco torre · b2 branco peão · e1 branco rainha | a7 preto rei · c7 branco rei · a6 preto peão · c6 preto peão · a5 preto peão · c5 preto peão · a4 preto peão · c4 preto peão · a3 branco torre · c3 branco torre · b2 branco peão · e1 branco rainha | a7 preto rei · c7 branco rei · a6 preto peão · c6 preto peão · a5 preto peão · c5 preto peão · a4 preto peão · c4 preto peão · a3 branco torre · c3 branco torre · b2 branco peão · e1 branco rainha | a7 preto rei · c7 branco rei · a6 preto peão · c6 preto peão · a5 preto peão · c5 preto peão · a4 preto peão · c4 preto peão · a3 branco torre · c3 branco torre · b2 branco peão · e1 branco rainha | a7 preto rei · c7 branco rei · a6 preto peão · c6 preto peão · a5 preto peão · c5 preto peão · a4 preto peão · c4 preto peão · a3 branco torre · c3 branco torre · b2 branco peão · e1 branco rainha | a7 preto rei · c7 branco rei · a6 preto peão · c6 preto peão · a5 preto peão · c5 preto peão · a4 preto peão · c4 preto peão · a3 branco torre · c3 branco torre · b2 branco peão · e1 branco rainha | a7 preto rei · c7 branco rei · a6 preto peão · c6 preto peão · a5 preto peão · c5 preto peão · a4 preto peão · c4 preto peão · a3 branco torre · c3 branco torre · b2 branco peão · e1 branco rainha | a7 preto rei · c7 branco rei · a6 preto peão · c6 preto peão · a5 preto peão · c5 preto peão · a4 preto peão · c4 preto peão · a3 branco torre · c3 branco torre · b2 branco peão · e1 branco rainha | 7 |
| 6 | a7 preto rei · c7 branco rei · a6 preto peão · c6 preto peão · a5 preto peão · c5 preto peão · a4 preto peão · c4 preto peão · a3 branco torre · c3 branco torre · b2 branco peão · e1 branco rainha | a7 preto rei · c7 branco rei · a6 preto peão · c6 preto peão · a5 preto peão · c5 preto peão · a4 preto peão · c4 preto peão · a3 branco torre · c3 branco torre · b2 branco peão · e1 branco rainha | a7 preto rei · c7 branco rei · a6 preto peão · c6 preto peão · a5 preto peão · c5 preto peão · a4 preto peão · c4 preto peão · a3 branco torre · c3 branco torre · b2 branco peão · e1 branco rainha | a7 preto rei · c7 branco rei · a6 preto peão · c6 preto peão · a5 preto peão · c5 preto peão · a4 preto peão · c4 preto peão · a3 branco torre · c3 branco torre · b2 branco peão · e1 branco rainha | a7 preto rei · c7 branco rei · a6 preto peão · c6 preto peão · a5 preto peão · c5 preto peão · a4 preto peão · c4 preto peão · a3 branco torre · c3 branco torre · b2 branco peão · e1 branco rainha | a7 preto rei · c7 branco rei · a6 preto peão · c6 preto peão · a5 preto peão · c5 preto peão · a4 preto peão · c4 preto peão · a3 branco torre · c3 branco torre · b2 branco peão · e1 branco rainha | a7 preto rei · c7 branco rei · a6 preto peão · c6 preto peão · a5 preto peão · c5 preto peão · a4 preto peão · c4 preto peão · a3 branco torre · c3 branco torre · b2 branco peão · e1 branco rainha | a7 preto rei · c7 branco rei · a6 preto peão · c6 preto peão · a5 preto peão · c5 preto peão · a4 preto peão · c4 preto peão · a3 branco torre · c3 branco torre · b2 branco peão · e1 branco rainha | 6 |
| 5 | a7 preto rei · c7 branco rei · a6 preto peão · c6 preto peão · a5 preto peão · c5 preto peão · a4 preto peão · c4 preto peão · a3 branco torre · c3 branco torre · b2 branco peão · e1 branco rainha | a7 preto rei · c7 branco rei · a6 preto peão · c6 preto peão · a5 preto peão · c5 preto peão · a4 preto peão · c4 preto peão · a3 branco torre · c3 branco torre · b2 branco peão · e1 branco rainha | a7 preto rei · c7 branco rei · a6 preto peão · c6 preto peão · a5 preto peão · c5 preto peão · a4 preto peão · c4 preto peão · a3 branco torre · c3 branco torre · b2 branco peão · e1 branco rainha | a7 preto rei · c7 branco rei · a6 preto peão · c6 preto peão · a5 preto peão · c5 preto peão · a4 preto peão · c4 preto peão · a3 branco torre · c3 branco torre · b2 branco peão · e1 branco rainha | a7 preto rei · c7 branco rei · a6 preto peão · c6 preto peão · a5 preto peão · c5 preto peão · a4 preto peão · c4 preto peão · a3 branco torre · c3 branco torre · b2 branco peão · e1 branco rainha | a7 preto rei · c7 branco rei · a6 preto peão · c6 preto peão · a5 preto peão · c5 preto peão · a4 preto peão · c4 preto peão · a3 branco torre · c3 branco torre · b2 branco peão · e1 branco rainha | a7 preto rei · c7 branco rei · a6 preto peão · c6 preto peão · a5 preto peão · c5 preto peão · a4 preto peão · c4 preto peão · a3 branco torre · c3 branco torre · b2 branco peão · e1 branco rainha | a7 preto rei · c7 branco rei · a6 preto peão · c6 preto peão · a5 preto peão · c5 preto peão · a4 preto peão · c4 preto peão · a3 branco torre · c3 branco torre · b2 branco peão · e1 branco rainha | 5 |
| 4 | a7 preto rei · c7 branco rei · a6 preto peão · c6 preto peão · a5 preto peão · c5 preto peão · a4 preto peão · c4 preto peão · a3 branco torre · c3 branco torre · b2 branco peão · e1 branco rainha | a7 preto rei · c7 branco rei · a6 preto peão · c6 preto peão · a5 preto peão · c5 preto peão · a4 preto peão · c4 preto peão · a3 branco torre · c3 branco torre · b2 branco peão · e1 branco rainha | a7 preto rei · c7 branco rei · a6 preto peão · c6 preto peão · a5 preto peão · c5 preto peão · a4 preto peão · c4 preto peão · a3 branco torre · c3 branco torre · b2 branco peão · e1 branco rainha | a7 preto rei · c7 branco rei · a6 preto peão · c6 preto peão · a5 preto peão · c5 preto peão · a4 preto peão · c4 preto peão · a3 branco torre · c3 branco torre · b2 branco peão · e1 branco rainha | a7 preto rei · c7 branco rei · a6 preto peão · c6 preto peão · a5 preto peão · c5 preto peão · a4 preto peão · c4 preto peão · a3 branco torre · c3 branco torre · b2 branco peão · e1 branco rainha | a7 preto rei · c7 branco rei · a6 preto peão · c6 preto peão · a5 preto peão · c5 preto peão · a4 preto peão · c4 preto peão · a3 branco torre · c3 branco torre · b2 branco peão · e1 branco rainha | a7 preto rei · c7 branco rei · a6 preto peão · c6 preto peão · a5 preto peão · c5 preto peão · a4 preto peão · c4 preto peão · a3 branco torre · c3 branco torre · b2 branco peão · e1 branco rainha | a7 preto rei · c7 branco rei · a6 preto peão · c6 preto peão · a5 preto peão · c5 preto peão · a4 preto peão · c4 preto peão · a3 branco torre · c3 branco torre · b2 branco peão · e1 branco rainha | 4 |
| 3 | a7 preto rei · c7 branco rei · a6 preto peão · c6 preto peão · a5 preto peão · c5 preto peão · a4 preto peão · c4 preto peão · a3 branco torre · c3 branco torre · b2 branco peão · e1 branco rainha | a7 preto rei · c7 branco rei · a6 preto peão · c6 preto peão · a5 preto peão · c5 preto peão · a4 preto peão · c4 preto peão · a3 branco torre · c3 branco torre · b2 branco peão · e1 branco rainha | a7 preto rei · c7 branco rei · a6 preto peão · c6 preto peão · a5 preto peão · c5 preto peão · a4 preto peão · c4 preto peão · a3 branco torre · c3 branco torre · b2 branco peão · e1 branco rainha | a7 preto rei · c7 branco rei · a6 preto peão · c6 preto peão · a5 preto peão · c5 preto peão · a4 preto peão · c4 preto peão · a3 branco torre · c3 branco torre · b2 branco peão · e1 branco rainha | a7 preto rei · c7 branco rei · a6 preto peão · c6 preto peão · a5 preto peão · c5 preto peão · a4 preto peão · c4 preto peão · a3 branco torre · c3 branco torre · b2 branco peão · e1 branco rainha | a7 preto rei · c7 branco rei · a6 preto peão · c6 preto peão · a5 preto peão · c5 preto peão · a4 preto peão · c4 preto peão · a3 branco torre · c3 branco torre · b2 branco peão · e1 branco rainha | a7 preto rei · c7 branco rei · a6 preto peão · c6 preto peão · a5 preto peão · c5 preto peão · a4 preto peão · c4 preto peão · a3 branco torre · c3 branco torre · b2 branco peão · e1 branco rainha | a7 preto rei · c7 branco rei · a6 preto peão · c6 preto peão · a5 preto peão · c5 preto peão · a4 preto peão · c4 preto peão · a3 branco torre · c3 branco torre · b2 branco peão · e1 branco rainha | 3 |
| 2 | a7 preto rei · c7 branco rei · a6 preto peão · c6 preto peão · a5 preto peão · c5 preto peão · a4 preto peão · c4 preto peão · a3 branco torre · c3 branco torre · b2 branco peão · e1 branco rainha | a7 preto rei · c7 branco rei · a6 preto peão · c6 preto peão · a5 preto peão · c5 preto peão · a4 preto peão · c4 preto peão · a3 branco torre · c3 branco torre · b2 branco peão · e1 branco rainha | a7 preto rei · c7 branco rei · a6 preto peão · c6 preto peão · a5 preto peão · c5 preto peão · a4 preto peão · c4 preto peão · a3 branco torre · c3 branco torre · b2 branco peão · e1 branco rainha | a7 preto rei · c7 branco rei · a6 preto peão · c6 preto peão · a5 preto peão · c5 preto peão · a4 preto peão · c4 preto peão · a3 branco torre · c3 branco torre · b2 branco peão · e1 branco rainha | a7 preto rei · c7 branco rei · a6 preto peão · c6 preto peão · a5 preto peão · c5 preto peão · a4 preto peão · c4 preto peão · a3 branco torre · c3 branco torre · b2 branco peão · e1 branco rainha | a7 preto rei · c7 branco rei · a6 preto peão · c6 preto peão · a5 preto peão · c5 preto peão · a4 preto peão · c4 preto peão · a3 branco torre · c3 branco torre · b2 branco peão · e1 branco rainha | a7 preto rei · c7 branco rei · a6 preto peão · c6 preto peão · a5 preto peão · c5 preto peão · a4 preto peão · c4 preto peão · a3 branco torre · c3 branco torre · b2 branco peão · e1 branco rainha | a7 preto rei · c7 branco rei · a6 preto peão · c6 preto peão · a5 preto peão · c5 preto peão · a4 preto peão · c4 preto peão · a3 branco torre · c3 branco torre · b2 branco peão · e1 branco rainha | 2 |
| 1 | a7 preto rei · c7 branco rei · a6 preto peão · c6 preto peão · a5 preto peão · c5 preto peão · a4 preto peão · c4 preto peão · a3 branco torre · c3 branco torre · b2 branco peão · e1 branco rainha | a7 preto rei · c7 branco rei · a6 preto peão · c6 preto peão · a5 preto peão · c5 preto peão · a4 preto peão · c4 preto peão · a3 branco torre · c3 branco torre · b2 branco peão · e1 branco rainha | a7 preto rei · c7 branco rei · a6 preto peão · c6 preto peão · a5 preto peão · c5 preto peão · a4 preto peão · c4 preto peão · a3 branco torre · c3 branco torre · b2 branco peão · e1 branco rainha | a7 preto rei · c7 branco rei · a6 preto peão · c6 preto peão · a5 preto peão · c5 preto peão · a4 preto peão · c4 preto peão · a3 branco torre · c3 branco torre · b2 branco peão · e1 branco rainha | a7 preto rei · c7 branco rei · a6 preto peão · c6 preto peão · a5 preto peão · c5 preto peão · a4 preto peão · c4 preto peão · a3 branco torre · c3 branco torre · b2 branco peão · e1 branco rainha | a7 preto rei · c7 branco rei · a6 preto peão · c6 preto peão · a5 preto peão · c5 preto peão · a4 preto peão · c4 preto peão · a3 branco torre · c3 branco torre · b2 branco peão · e1 branco rainha | a7 preto rei · c7 branco rei · a6 preto peão · c6 preto peão · a5 preto peão · c5 preto peão · a4 preto peão · c4 preto peão · a3 branco torre · c3 branco torre · b2 branco peão · e1 branco rainha | a7 preto rei · c7 branco rei · a6 preto peão · c6 preto peão · a5 preto peão · c5 preto peão · a4 preto peão · c4 preto peão · a3 branco torre · c3 branco torre · b2 branco peão · e1 branco rainha | 1 |
|   | a | b | c | d | e | f | g | h |   |

|   | a | b | c | d | e | f | g | h |   |
| 8 | a8 branco torre · f8 branco cavalo · g8 preto rei · c7 branco cavalo · e7 branco rainha · f7 preto peão · h7 preto peão · f6 preto peão · h6 preto peão · f5 preto peão · h5 preto peão · f4 preto peão · h4 preto peão · f3 branco bispo · h3 branco rei · e2 branco torre · g2 branco peão · c1 branco bispo | a8 branco torre · f8 branco cavalo · g8 preto rei · c7 branco cavalo · e7 branco rainha · f7 preto peão · h7 preto peão · f6 preto peão · h6 preto peão · f5 preto peão · h5 preto peão · f4 preto peão · h4 preto peão · f3 branco bispo · h3 branco rei · e2 branco torre · g2 branco peão · c1 branco bispo | a8 branco torre · f8 branco cavalo · g8 preto rei · c7 branco cavalo · e7 branco rainha · f7 preto peão · h7 preto peão · f6 preto peão · h6 preto peão · f5 preto peão · h5 preto peão · f4 preto peão · h4 preto peão · f3 branco bispo · h3 branco rei · e2 branco torre · g2 branco peão · c1 branco bispo | a8 branco torre · f8 branco cavalo · g8 preto rei · c7 branco cavalo · e7 branco rainha · f7 preto peão · h7 preto peão · f6 preto peão · h6 preto peão · f5 preto peão · h5 preto peão · f4 preto peão · h4 preto peão · f3 branco bispo · h3 branco rei · e2 branco torre · g2 branco peão · c1 branco bispo | a8 branco torre · f8 branco cavalo · g8 preto rei · c7 branco cavalo · e7 branco rainha · f7 preto peão · h7 preto peão · f6 preto peão · h6 preto peão · f5 preto peão · h5 preto peão · f4 preto peão · h4 preto peão · f3 branco bispo · h3 branco rei · e2 branco torre · g2 branco peão · c1 branco bispo | a8 branco torre · f8 branco cavalo · g8 preto rei · c7 branco cavalo · e7 branco rainha · f7 preto peão · h7 preto peão · f6 preto peão · h6 preto peão · f5 preto peão · h5 preto peão · f4 preto peão · h4 preto peão · f3 branco bispo · h3 branco rei · e2 branco torre · g2 branco peão · c1 branco bispo | a8 branco torre · f8 branco cavalo · g8 preto rei · c7 branco cavalo · e7 branco rainha · f7 preto peão · h7 preto peão · f6 preto peão · h6 preto peão · f5 preto peão · h5 preto peão · f4 preto peão · h4 preto peão · f3 branco bispo · h3 branco rei · e2 branco torre · g2 branco peão · c1 branco bispo | a8 branco torre · f8 branco cavalo · g8 preto rei · c7 branco cavalo · e7 branco rainha · f7 preto peão · h7 preto peão · f6 preto peão · h6 preto peão · f5 preto peão · h5 preto peão · f4 preto peão · h4 preto peão · f3 branco bispo · h3 branco rei · e2 branco torre · g2 branco peão · c1 branco bispo | 8 |
| 7 | a8 branco torre · f8 branco cavalo · g8 preto rei · c7 branco cavalo · e7 branco rainha · f7 preto peão · h7 preto peão · f6 preto peão · h6 preto peão · f5 preto peão · h5 preto peão · f4 preto peão · h4 preto peão · f3 branco bispo · h3 branco rei · e2 branco torre · g2 branco peão · c1 branco bispo | a8 branco torre · f8 branco cavalo · g8 preto rei · c7 branco cavalo · e7 branco rainha · f7 preto peão · h7 preto peão · f6 preto peão · h6 preto peão · f5 preto peão · h5 preto peão · f4 preto peão · h4 preto peão · f3 branco bispo · h3 branco rei · e2 branco torre · g2 branco peão · c1 branco bispo | a8 branco torre · f8 branco cavalo · g8 preto rei · c7 branco cavalo · e7 branco rainha · f7 preto peão · h7 preto peão · f6 preto peão · h6 preto peão · f5 preto peão · h5 preto peão · f4 preto peão · h4 preto peão · f3 branco bispo · h3 branco rei · e2 branco torre · g2 branco peão · c1 branco bispo | a8 branco torre · f8 branco cavalo · g8 preto rei · c7 branco cavalo · e7 branco rainha · f7 preto peão · h7 preto peão · f6 preto peão · h6 preto peão · f5 preto peão · h5 preto peão · f4 preto peão · h4 preto peão · f3 branco bispo · h3 branco rei · e2 branco torre · g2 branco peão · c1 branco bispo | a8 branco torre · f8 branco cavalo · g8 preto rei · c7 branco cavalo · e7 branco rainha · f7 preto peão · h7 preto peão · f6 preto peão · h6 preto peão · f5 preto peão · h5 preto peão · f4 preto peão · h4 preto peão · f3 branco bispo · h3 branco rei · e2 branco torre · g2 branco peão · c1 branco bispo | a8 branco torre · f8 branco cavalo · g8 preto rei · c7 branco cavalo · e7 branco rainha · f7 preto peão · h7 preto peão · f6 preto peão · h6 preto peão · f5 preto peão · h5 preto peão · f4 preto peão · h4 preto peão · f3 branco bispo · h3 branco rei · e2 branco torre · g2 branco peão · c1 branco bispo | a8 branco torre · f8 branco cavalo · g8 preto rei · c7 branco cavalo · e7 branco rainha · f7 preto peão · h7 preto peão · f6 preto peão · h6 preto peão · f5 preto peão · h5 preto peão · f4 preto peão · h4 preto peão · f3 branco bispo · h3 branco rei · e2 branco torre · g2 branco peão · c1 branco bispo | a8 branco torre · f8 branco cavalo · g8 preto rei · c7 branco cavalo · e7 branco rainha · f7 preto peão · h7 preto peão · f6 preto peão · h6 preto peão · f5 preto peão · h5 preto peão · f4 preto peão · h4 preto peão · f3 branco bispo · h3 branco rei · e2 branco torre · g2 branco peão · c1 branco bispo | 7 |
| 6 | a8 branco torre · f8 branco cavalo · g8 preto rei · c7 branco cavalo · e7 branco rainha · f7 preto peão · h7 preto peão · f6 preto peão · h6 preto peão · f5 preto peão · h5 preto peão · f4 preto peão · h4 preto peão · f3 branco bispo · h3 branco rei · e2 branco torre · g2 branco peão · c1 branco bispo | a8 branco torre · f8 branco cavalo · g8 preto rei · c7 branco cavalo · e7 branco rainha · f7 preto peão · h7 preto peão · f6 preto peão · h6 preto peão · f5 preto peão · h5 preto peão · f4 preto peão · h4 preto peão · f3 branco bispo · h3 branco rei · e2 branco torre · g2 branco peão · c1 branco bispo | a8 branco torre · f8 branco cavalo · g8 preto rei · c7 branco cavalo · e7 branco rainha · f7 preto peão · h7 preto peão · f6 preto peão · h6 preto peão · f5 preto peão · h5 preto peão · f4 preto peão · h4 preto peão · f3 branco bispo · h3 branco rei · e2 branco torre · g2 branco peão · c1 branco bispo | a8 branco torre · f8 branco cavalo · g8 preto rei · c7 branco cavalo · e7 branco rainha · f7 preto peão · h7 preto peão · f6 preto peão · h6 preto peão · f5 preto peão · h5 preto peão · f4 preto peão · h4 preto peão · f3 branco bispo · h3 branco rei · e2 branco torre · g2 branco peão · c1 branco bispo | a8 branco torre · f8 branco cavalo · g8 preto rei · c7 branco cavalo · e7 branco rainha · f7 preto peão · h7 preto peão · f6 preto peão · h6 preto peão · f5 preto peão · h5 preto peão · f4 preto peão · h4 preto peão · f3 branco bispo · h3 branco rei · e2 branco torre · g2 branco peão · c1 branco bispo | a8 branco torre · f8 branco cavalo · g8 preto rei · c7 branco cavalo · e7 branco rainha · f7 preto peão · h7 preto peão · f6 preto peão · h6 preto peão · f5 preto peão · h5 preto peão · f4 preto peão · h4 preto peão · f3 branco bispo · h3 branco rei · e2 branco torre · g2 branco peão · c1 branco bispo | a8 branco torre · f8 branco cavalo · g8 preto rei · c7 branco cavalo · e7 branco rainha · f7 preto peão · h7 preto peão · f6 preto peão · h6 preto peão · f5 preto peão · h5 preto peão · f4 preto peão · h4 preto peão · f3 branco bispo · h3 branco rei · e2 branco torre · g2 branco peão · c1 branco bispo | a8 branco torre · f8 branco cavalo · g8 preto rei · c7 branco cavalo · e7 branco rainha · f7 preto peão · h7 preto peão · f6 preto peão · h6 preto peão · f5 preto peão · h5 preto peão · f4 preto peão · h4 preto peão · f3 branco bispo · h3 branco rei · e2 branco torre · g2 branco peão · c1 branco bispo | 6 |
| 5 | a8 branco torre · f8 branco cavalo · g8 preto rei · c7 branco cavalo · e7 branco rainha · f7 preto peão · h7 preto peão · f6 preto peão · h6 preto peão · f5 preto peão · h5 preto peão · f4 preto peão · h4 preto peão · f3 branco bispo · h3 branco rei · e2 branco torre · g2 branco peão · c1 branco bispo | a8 branco torre · f8 branco cavalo · g8 preto rei · c7 branco cavalo · e7 branco rainha · f7 preto peão · h7 preto peão · f6 preto peão · h6 preto peão · f5 preto peão · h5 preto peão · f4 preto peão · h4 preto peão · f3 branco bispo · h3 branco rei · e2 branco torre · g2 branco peão · c1 branco bispo | a8 branco torre · f8 branco cavalo · g8 preto rei · c7 branco cavalo · e7 branco rainha · f7 preto peão · h7 preto peão · f6 preto peão · h6 preto peão · f5 preto peão · h5 preto peão · f4 preto peão · h4 preto peão · f3 branco bispo · h3 branco rei · e2 branco torre · g2 branco peão · c1 branco bispo | a8 branco torre · f8 branco cavalo · g8 preto rei · c7 branco cavalo · e7 branco rainha · f7 preto peão · h7 preto peão · f6 preto peão · h6 preto peão · f5 preto peão · h5 preto peão · f4 preto peão · h4 preto peão · f3 branco bispo · h3 branco rei · e2 branco torre · g2 branco peão · c1 branco bispo | a8 branco torre · f8 branco cavalo · g8 preto rei · c7 branco cavalo · e7 branco rainha · f7 preto peão · h7 preto peão · f6 preto peão · h6 preto peão · f5 preto peão · h5 preto peão · f4 preto peão · h4 preto peão · f3 branco bispo · h3 branco rei · e2 branco torre · g2 branco peão · c1 branco bispo | a8 branco torre · f8 branco cavalo · g8 preto rei · c7 branco cavalo · e7 branco rainha · f7 preto peão · h7 preto peão · f6 preto peão · h6 preto peão · f5 preto peão · h5 preto peão · f4 preto peão · h4 preto peão · f3 branco bispo · h3 branco rei · e2 branco torre · g2 branco peão · c1 branco bispo | a8 branco torre · f8 branco cavalo · g8 preto rei · c7 branco cavalo · e7 branco rainha · f7 preto peão · h7 preto peão · f6 preto peão · h6 preto peão · f5 preto peão · h5 preto peão · f4 preto peão · h4 preto peão · f3 branco bispo · h3 branco rei · e2 branco torre · g2 branco peão · c1 branco bispo | a8 branco torre · f8 branco cavalo · g8 preto rei · c7 branco cavalo · e7 branco rainha · f7 preto peão · h7 preto peão · f6 preto peão · h6 preto peão · f5 preto peão · h5 preto peão · f4 preto peão · h4 preto peão · f3 branco bispo · h3 branco rei · e2 branco torre · g2 branco peão · c1 branco bispo | 5 |
| 4 | a8 branco torre · f8 branco cavalo · g8 preto rei · c7 branco cavalo · e7 branco rainha · f7 preto peão · h7 preto peão · f6 preto peão · h6 preto peão · f5 preto peão · h5 preto peão · f4 preto peão · h4 preto peão · f3 branco bispo · h3 branco rei · e2 branco torre · g2 branco peão · c1 branco bispo | a8 branco torre · f8 branco cavalo · g8 preto rei · c7 branco cavalo · e7 branco rainha · f7 preto peão · h7 preto peão · f6 preto peão · h6 preto peão · f5 preto peão · h5 preto peão · f4 preto peão · h4 preto peão · f3 branco bispo · h3 branco rei · e2 branco torre · g2 branco peão · c1 branco bispo | a8 branco torre · f8 branco cavalo · g8 preto rei · c7 branco cavalo · e7 branco rainha · f7 preto peão · h7 preto peão · f6 preto peão · h6 preto peão · f5 preto peão · h5 preto peão · f4 preto peão · h4 preto peão · f3 branco bispo · h3 branco rei · e2 branco torre · g2 branco peão · c1 branco bispo | a8 branco torre · f8 branco cavalo · g8 preto rei · c7 branco cavalo · e7 branco rainha · f7 preto peão · h7 preto peão · f6 preto peão · h6 preto peão · f5 preto peão · h5 preto peão · f4 preto peão · h4 preto peão · f3 branco bispo · h3 branco rei · e2 branco torre · g2 branco peão · c1 branco bispo | a8 branco torre · f8 branco cavalo · g8 preto rei · c7 branco cavalo · e7 branco rainha · f7 preto peão · h7 preto peão · f6 preto peão · h6 preto peão · f5 preto peão · h5 preto peão · f4 preto peão · h4 preto peão · f3 branco bispo · h3 branco rei · e2 branco torre · g2 branco peão · c1 branco bispo | a8 branco torre · f8 branco cavalo · g8 preto rei · c7 branco cavalo · e7 branco rainha · f7 preto peão · h7 preto peão · f6 preto peão · h6 preto peão · f5 preto peão · h5 preto peão · f4 preto peão · h4 preto peão · f3 branco bispo · h3 branco rei · e2 branco torre · g2 branco peão · c1 branco bispo | a8 branco torre · f8 branco cavalo · g8 preto rei · c7 branco cavalo · e7 branco rainha · f7 preto peão · h7 preto peão · f6 preto peão · h6 preto peão · f5 preto peão · h5 preto peão · f4 preto peão · h4 preto peão · f3 branco bispo · h3 branco rei · e2 branco torre · g2 branco peão · c1 branco bispo | a8 branco torre · f8 branco cavalo · g8 preto rei · c7 branco cavalo · e7 branco rainha · f7 preto peão · h7 preto peão · f6 preto peão · h6 preto peão · f5 preto peão · h5 preto peão · f4 preto peão · h4 preto peão · f3 branco bispo · h3 branco rei · e2 branco torre · g2 branco peão · c1 branco bispo | 4 |
| 3 | a8 branco torre · f8 branco cavalo · g8 preto rei · c7 branco cavalo · e7 branco rainha · f7 preto peão · h7 preto peão · f6 preto peão · h6 preto peão · f5 preto peão · h5 preto peão · f4 preto peão · h4 preto peão · f3 branco bispo · h3 branco rei · e2 branco torre · g2 branco peão · c1 branco bispo | a8 branco torre · f8 branco cavalo · g8 preto rei · c7 branco cavalo · e7 branco rainha · f7 preto peão · h7 preto peão · f6 preto peão · h6 preto peão · f5 preto peão · h5 preto peão · f4 preto peão · h4 preto peão · f3 branco bispo · h3 branco rei · e2 branco torre · g2 branco peão · c1 branco bispo | a8 branco torre · f8 branco cavalo · g8 preto rei · c7 branco cavalo · e7 branco rainha · f7 preto peão · h7 preto peão · f6 preto peão · h6 preto peão · f5 preto peão · h5 preto peão · f4 preto peão · h4 preto peão · f3 branco bispo · h3 branco rei · e2 branco torre · g2 branco peão · c1 branco bispo | a8 branco torre · f8 branco cavalo · g8 preto rei · c7 branco cavalo · e7 branco rainha · f7 preto peão · h7 preto peão · f6 preto peão · h6 preto peão · f5 preto peão · h5 preto peão · f4 preto peão · h4 preto peão · f3 branco bispo · h3 branco rei · e2 branco torre · g2 branco peão · c1 branco bispo | a8 branco torre · f8 branco cavalo · g8 preto rei · c7 branco cavalo · e7 branco rainha · f7 preto peão · h7 preto peão · f6 preto peão · h6 preto peão · f5 preto peão · h5 preto peão · f4 preto peão · h4 preto peão · f3 branco bispo · h3 branco rei · e2 branco torre · g2 branco peão · c1 branco bispo | a8 branco torre · f8 branco cavalo · g8 preto rei · c7 branco cavalo · e7 branco rainha · f7 preto peão · h7 preto peão · f6 preto peão · h6 preto peão · f5 preto peão · h5 preto peão · f4 preto peão · h4 preto peão · f3 branco bispo · h3 branco rei · e2 branco torre · g2 branco peão · c1 branco bispo | a8 branco torre · f8 branco cavalo · g8 preto rei · c7 branco cavalo · e7 branco rainha · f7 preto peão · h7 preto peão · f6 preto peão · h6 preto peão · f5 preto peão · h5 preto peão · f4 preto peão · h4 preto peão · f3 branco bispo · h3 branco rei · e2 branco torre · g2 branco peão · c1 branco bispo | a8 branco torre · f8 branco cavalo · g8 preto rei · c7 branco cavalo · e7 branco rainha · f7 preto peão · h7 preto peão · f6 preto peão · h6 preto peão · f5 preto peão · h5 preto peão · f4 preto peão · h4 preto peão · f3 branco bispo · h3 branco rei · e2 branco torre · g2 branco peão · c1 branco bispo | 3 |
| 2 | a8 branco torre · f8 branco cavalo · g8 preto rei · c7 branco cavalo · e7 branco rainha · f7 preto peão · h7 preto peão · f6 preto peão · h6 preto peão · f5 preto peão · h5 preto peão · f4 preto peão · h4 preto peão · f3 branco bispo · h3 branco rei · e2 branco torre · g2 branco peão · c1 branco bispo | a8 branco torre · f8 branco cavalo · g8 preto rei · c7 branco cavalo · e7 branco rainha · f7 preto peão · h7 preto peão · f6 preto peão · h6 preto peão · f5 preto peão · h5 preto peão · f4 preto peão · h4 preto peão · f3 branco bispo · h3 branco rei · e2 branco torre · g2 branco peão · c1 branco bispo | a8 branco torre · f8 branco cavalo · g8 preto rei · c7 branco cavalo · e7 branco rainha · f7 preto peão · h7 preto peão · f6 preto peão · h6 preto peão · f5 preto peão · h5 preto peão · f4 preto peão · h4 preto peão · f3 branco bispo · h3 branco rei · e2 branco torre · g2 branco peão · c1 branco bispo | a8 branco torre · f8 branco cavalo · g8 preto rei · c7 branco cavalo · e7 branco rainha · f7 preto peão · h7 preto peão · f6 preto peão · h6 preto peão · f5 preto peão · h5 preto peão · f4 preto peão · h4 preto peão · f3 branco bispo · h3 branco rei · e2 branco torre · g2 branco peão · c1 branco bispo | a8 branco torre · f8 branco cavalo · g8 preto rei · c7 branco cavalo · e7 branco rainha · f7 preto peão · h7 preto peão · f6 preto peão · h6 preto peão · f5 preto peão · h5 preto peão · f4 preto peão · h4 preto peão · f3 branco bispo · h3 branco rei · e2 branco torre · g2 branco peão · c1 branco bispo | a8 branco torre · f8 branco cavalo · g8 preto rei · c7 branco cavalo · e7 branco rainha · f7 preto peão · h7 preto peão · f6 preto peão · h6 preto peão · f5 preto peão · h5 preto peão · f4 preto peão · h4 preto peão · f3 branco bispo · h3 branco rei · e2 branco torre · g2 branco peão · c1 branco bispo | a8 branco torre · f8 branco cavalo · g8 preto rei · c7 branco cavalo · e7 branco rainha · f7 preto peão · h7 preto peão · f6 preto peão · h6 preto peão · f5 preto peão · h5 preto peão · f4 preto peão · h4 preto peão · f3 branco bispo · h3 branco rei · e2 branco torre · g2 branco peão · c1 branco bispo | a8 branco torre · f8 branco cavalo · g8 preto rei · c7 branco cavalo · e7 branco rainha · f7 preto peão · h7 preto peão · f6 preto peão · h6 preto peão · f5 preto peão · h5 preto peão · f4 preto peão · h4 preto peão · f3 branco bispo · h3 branco rei · e2 branco torre · g2 branco peão · c1 branco bispo | 2 |
| 1 | a8 branco torre · f8 branco cavalo · g8 preto rei · c7 branco cavalo · e7 branco rainha · f7 preto peão · h7 preto peão · f6 preto peão · h6 preto peão · f5 preto peão · h5 preto peão · f4 preto peão · h4 preto peão · f3 branco bispo · h3 branco rei · e2 branco torre · g2 branco peão · c1 branco bispo | a8 branco torre · f8 branco cavalo · g8 preto rei · c7 branco cavalo · e7 branco rainha · f7 preto peão · h7 preto peão · f6 preto peão · h6 preto peão · f5 preto peão · h5 preto peão · f4 preto peão · h4 preto peão · f3 branco bispo · h3 branco rei · e2 branco torre · g2 branco peão · c1 branco bispo | a8 branco torre · f8 branco cavalo · g8 preto rei · c7 branco cavalo · e7 branco rainha · f7 preto peão · h7 preto peão · f6 preto peão · h6 preto peão · f5 preto peão · h5 preto peão · f4 preto peão · h4 preto peão · f3 branco bispo · h3 branco rei · e2 branco torre · g2 branco peão · c1 branco bispo | a8 branco torre · f8 branco cavalo · g8 preto rei · c7 branco cavalo · e7 branco rainha · f7 preto peão · h7 preto peão · f6 preto peão · h6 preto peão · f5 preto peão · h5 preto peão · f4 preto peão · h4 preto peão · f3 branco bispo · h3 branco rei · e2 branco torre · g2 branco peão · c1 branco bispo | a8 branco torre · f8 branco cavalo · g8 preto rei · c7 branco cavalo · e7 branco rainha · f7 preto peão · h7 preto peão · f6 preto peão · h6 preto peão · f5 preto peão · h5 preto peão · f4 preto peão · h4 preto peão · f3 branco bispo · h3 branco rei · e2 branco torre · g2 branco peão · c1 branco bispo | a8 branco torre · f8 branco cavalo · g8 preto rei · c7 branco cavalo · e7 branco rainha · f7 preto peão · h7 preto peão · f6 preto peão · h6 preto peão · f5 preto peão · h5 preto peão · f4 preto peão · h4 preto peão · f3 branco bispo · h3 branco rei · e2 branco torre · g2 branco peão · c1 branco bispo | a8 branco torre · f8 branco cavalo · g8 preto rei · c7 branco cavalo · e7 branco rainha · f7 preto peão · h7 preto peão · f6 preto peão · h6 preto peão · f5 preto peão · h5 preto peão · f4 preto peão · h4 preto peão · f3 branco bispo · h3 branco rei · e2 branco torre · g2 branco peão · c1 branco bispo | a8 branco torre · f8 branco cavalo · g8 preto rei · c7 branco cavalo · e7 branco rainha · f7 preto peão · h7 preto peão · f6 preto peão · h6 preto peão · f5 preto peão · h5 preto peão · f4 preto peão · h4 preto peão · f3 branco bispo · h3 branco rei · e2 branco torre · g2 branco peão · c1 branco bispo | 1 |
|   | a | b | c | d | e | f | g | h |   |

Ele também se interessou por xadrez, compondo dois problemas de mate bem engenhosos, em que as brancas tem que dar xeque-mate com um peão, sem capturar nenhum peão adversário.